# 阿尔梅纳尔德索里亚
阿尔梅纳尔德索里亚，是西班牙卡斯蒂利亚-莱昂索里亚省的一个市镇。总面积106平方公里，总人口352人（2001年），人口密度3人/平方公里。